# WNBA 2009
Die Saison 2009 war die 13. Saison der Women’s National Basketball Association (WNBA). Die reguläre Saison begann am 6. Juni 2009 und endete am 13. September 2009. Drei Tage später starteten die Playoffs, die am 9. Oktober mit den Finals und dem Sieg der Phoenix Mercury endeten.

## Regeländerung
Für diese Saison wurde die maximale Anzahl von Spielerinnen pro Mannschaft von 13 auf 11 reduziert.

## Draft
- Hauptartikel: WNBA Draft 2009

Vor dem WNBA Draft 2009 fand ein Dispersal Draft für die Spielerinnen der Houston Comets statt. Die Auswahlreihenfolge für den Draft 2009 wurde am 9. Dezember 2008 bei einer Lotterie festgelegt. Diese gewannen die Atlanta Dream vor den Washington Mystics.
Als ersten Pick zogen die Dream die US-amerikanische Angel McCoughtry. Danach wählte Washington auf dem zweiten Platz Marissa Coleman. Insgesamt sicherten sich die 13 Franchises die Rechte an 39 Spielerinnen. Den Hauptanteil mit 35 Spielerinnen stellten die Vereinigten Staaten.

### Top-5-Picks
Abkürzungen: Pos = Position, G = Guard, F = Forward, C = Center

| Nr. | Spielerin        | Nationalität       | Pos | WNBA-Mannschaft    | College/Profi-Team        |
| --- | ---------------- | ------------------ | --- | ------------------ | ------------------------- |
| 1.  | Angel McCoughtry | Vereinigte Staaten | F   | Atlanta Dream      | University of Louisville  |
| 2.  | Marissa Coleman  | Vereinigte Staaten | F   | Washington Mystics | University of Maryland    |
| 3.  | Kristi Toliver   | Vereinigte Staaten | G   | Chicago Sky        | University of Maryland    |
| 4.  | Renee Montgomery | Vereinigte Staaten | G   | Minnesota Lynx     | University of Connecticut |
| 5.  | DeWanna Bonner   | Vereinigte Staaten | G   | Phoenix Mercury    | Auburn University         |

## Vertragsabschlüsse, Transfers und Wechsel

### Spielerinnen
Am 7. Januar 2009 verlängerten die San Antonio Silver Stars den Vertrag von ihrem Star-Forward Sophia Young um drei Jahre. Nur einen Tag später nahmen die Silver Stars Vickie Johnson für eine weitere Saison unter Vertrag. Am 18. Februar verschwand der erste große Name von der Free-Agent Liste als die Atlanta Dream Michelle Snow unter Vertrag nahmen. Bereits zwei Tage später verschwand die nächste bekannte Spielerin von der Lista als Yolanda Griffith für ein Jahr bei den Indiana Fever unterzeichnete. Nachdem die Los Angeles Sparks am 12. März All-Star Tina Thompson unter Vertrag nahmen, wurde bereits offensichtlich, dass die Sparks den Vertrag von Chamique Holdsclaw nicht verlängern werden. Am 26. März kam es zum größten Trade der Saison: die Sparks transferierten Temeka Johnson für einen Erstrunden-Draft-Pick beim WNBA Draft 2010 zu den Phoenix Mercury. Am 20. April nahmen die Dream Holdsclaw unter Vertrag. Auch an dem nächsten größeren Trade waren die Sparks beteiligt: am 5. Mai transferierten die New York Liberty ihren Erstrunden-Draft-Pick für Sidney Spencer zu den Sparks. Den Draft-Pick von den Liberty transferierten die Sparks gemeinsam mit Raffaella Masciadri zu den Minnesota Lynx für Noelle Quinn. Zwei Tage später machten sich die Lynx wieder bemerkbar und holten Free-Agent Roneeka Hodges nach Minnesota. Im Laufe der Saison sicherten auch die Seattle Storm ihre sportliche Zukunft ab und verlängerten die Verträge von ihren beiden Superstars Sue Bird (10. September) und Lauren Jackson (4. Mai).

### Trainer und General Manager
Am 23. Oktober 2008 wurde Angela Taylor zum neuen General Manager der Washington Mystics ernannt. Nachdem Taylor das Amt als General Manager annahm, gab sie bereits zwei Wochen später am 6. November 2008 mit Julie Plank die neue Cheftrainerin der Mystics bekannt. Am 20. November 2008 verlängerte Bill Laimbeer, General Manager und Cheftrainer der Detroit Shock um zwei weitere Jahre, jedoch legte er bereits am 15. Juli nach nur drei Spielen sein Amt nieder. Rick Mahorn übernahm seinen Posten als Cheftrainer und Cheryl Reeve den des General Manager. Beide waren in den vorherigen Jahren als Assistenztrainer unter Laimbeer tätig. Am 28. April kehrte Anne Donovan, die in der vorherigen Saison ihren laufenden Vertrag als Cheftrainerin der Seattle Storm beendete, als Assistenztrainer der New York Liberty zurück in die WNBA. Am 3. Juni 2009 gab Minnesota Lynx Cheftrainer Don Zierden seinen Posten an seine Assistenztrainerin Jennifer Gillom ab um in die Organisation der Washington Wizards zu wechseln. Nachdem die Sacramento Monarchs zehn ihrer ersten 13 Spiele verloren wurde Cheftrainerin Jenny Boucek am 12. Juli entlassen. Ihren Posten übernahm General Manager John Whisenant.

## Besondere Vorkommnisse

### Houston Comets beenden Spielbetrieb
Die Houston Comets gaben am 1. Dezember 2008 bekannt, dass sie ihren Spielbetrieb einstellen werden. Am 8. Dezember fand für die Spielerinnen der Comets ein Dispersal Draft statt. Als erstes wurde Sancho Lyttle von den Atlanta Dream ausgewählt, die Washington Mystics entschieden sich für Matee Ajavon und die Chicago Sky für Mistie Williams. 6 der 13 Mannschaften verzichteten auf diesen Draft und nahmen somit keine Spielerin von den Comets unter Vertrag.

### Letzte Saison für Griffith, Leslie und Johnson
Im Laufe der Preseason gaben Lisa Leslie, Yolanda Griffith und Vickie Johnson bekannt, dass diese Saison ihre letzte in der WNBA sei.
Am 5. Februar gab Lisa Leslie bekannt, dass diese Saison ihre letzte sein wird. Leslie gilt als eine der besten Spielerinnen, die je in der WNBA gespielt haben. Leslie wurde 2001, 2004 und 2006 zum MVP ernannt. Außerdem gewann sie 2001 und 2002 mit den Los Angeles Sparks die WNBA-Meisterschaft, dabei wurde sie beide Male zum Finals MVP ernannt.
Yolanda Griffith gab am 15. Mai bekannt, dass sie nach dieser Saison ihre Karriere beenden wird. Am 9. Juni zog sie sich gegen ihre ehemalige Mannschaft den Seattle Storm eine Achillessehnenruptur zu. Aufgrund dieser Verletzung musste sie diese Saison und ihre Karriere frühzeitig beenden. Griffith gewann mit den Sacramento Monarchs 2005 die Meisterschaft, dabei wurde sie außerdem zum Finals MVP ernannt.
Am 31. Mai gab Vickie Johnson bekannt, dass dies ihre letzte Saison sein wird. Johnson stand fünf Mal in den WNBA-Finals (vier Mal mit den New York Liberty, ein Mal mit den San Antonio Silver Stars), jedoch konnte sie niemals die Meisterschaft gewinnen. Johnson gehört neben Tamecka Dixon und Tina Thompson zu den einzigen Spielerinnen die an jeder WNBA-Saison bis jetzt teilnahmen.

### Werbung in der WNBA
Am 1. Juni 2009 gaben Donna Orender und David Stern bekannt, dass die Phoenix Mercury einen mehrjährigen Sponsorvertrag mit LifeLock abgeschlossen haben. Damit befindet sich erstmals ein Sponsor auf einem Trikot und dem Basketballfeld einer WNBA-Mannschaft. Das Logo ersetzt dabei den Platz des Team-Logos, welches sich jetzt neben dem Logo des Ausrüsters befindet und auch ungefähr dessen Größe besitzt. Dies blieb aber nicht der einzige derartige Deal in der WNBA. Auch die Los Angeles Sparks schlugen diesen Weg ein und gaben am 5. Juni bekannt, dass sich ab dieser Saison mit Farmers Insurance ein Sponsor auf deren Trikots und dem Basketballfeld befinden wird.

## Reguläre Saison

### Modus
Die 13 WNBA-Mannschaften sind in zwei Conferences aufgeteilt, wobei die Eastern Conference sieben Mannschaften und die Western Conference sechs Mannschaften umfasst. Insgesamt bestreitet jede Mannschaft im Verlauf der regulären Saison 34 Saison-Spiele. Davon bestreitet jede Mannschaft die Hälfte der Spiele zu Hause bzw. Auswärts. Innerhalb der Western Conference spielen die Mannschaften insgesamt vier Mal gegeneinander. Außerdem spielt jede Mannschaft noch zwei weitere Spiele gegen jede Mannschaft aus der Eastern Conference. In der Eastern Conference ist die Situation auf Grund der Mannschaftszahl etwas umfangreicher. Innerhalb der Eastern Conference spielt eine Mannschaft gegen zwei Mannschaften drei Mal und gegen die restlichen vier Mannschaften insgesamt vier Mal. Des Weiteren spielt jede Mannschaft aus der Eastern Conference zwei Spiele gegen alle sechs Mannschaften aus der Western Conference. Der Spielmodus in der Eastern Conference kann jedoch dazu führen, dass manche Mannschaften benachteiligt werden.

### All-Star Game 2009
- Hauptartikel: All-Star Game 2009

Das 9. All-Star Game der WNBA wurde am 25. Juli 2009 in der Mohegan Sun Arena in Montville, Connecticut ausgetragen. Die Ligaführung vergab am 3. Februar das Spiel an die Connecticut Sun, die bereits 2005 Gastgeber waren. Wie in den vergangenen Jahren trat dabei eine Auswahl der besten Spieler der Eastern Conference gegen eine Mannschaft der Western Conference an.
| 25. Juli 2009 | Zusammenfassung | Western Conference                                                                                                | 130 – 118 | Eastern Conference                                                                                      | Mohegan Sun Arena at Uncasville, Montville, Connecticut Zuschauer: 9.518 Schiedsrichter: * #42 Gulbeyan - #44 Grinter - #53 Gulbeyan |
| 25. Juli 2009 | Zusammenfassung | Punkte pro Viertel: 25:27, 38:33, 36:33, 31:25                                                                    |           | | Mohegan Sun Arena at Uncasville, Montville, Connecticut Zuschauer: 9.518 Schiedsrichter: * #42 Gulbeyan - #44 Grinter - #53 Gulbeyan |
| 25. Juli 2009 | Zusammenfassung | Punkte: Cash (22) Rebounds: Pondexter (9) Assists: Bird (10) Steals: Anosike, Houston (3) Turnover: Pondexter (5) |           | Punkte: Fowles (17) Rebounds: Desouza (9) Assists: Jones (6) Steals: Perkins (4) Turnover: Christon (4) | Mohegan Sun Arena at Uncasville, Montville, Connecticut Zuschauer: 9.518 Schiedsrichter: * #42 Gulbeyan - #44 Grinter - #53 Gulbeyan |
| 25. Juli 2009 | Zusammenfassung | |           | | Mohegan Sun Arena at Uncasville, Montville, Connecticut Zuschauer: 9.518 Schiedsrichter: * #42 Gulbeyan - #44 Grinter - #53 Gulbeyan |

### Abschlusstabellen
Erläuterungen:       = Playoff-Qualifikation,       = Conference-Sieger
| Pl | Team               | Sp | S  | N  | %    | GB | Heim | Auswärts |
| -- | ------------------ | -- | -- | -- | ---- | -- | ---- | -------- |
| 1  | Indiana Fever      | 34 | 22 | 12 | 64,7 | −  | 14:3 | 8:9      |
| 2  | Atlanta Dream      | 34 | 18 | 16 | 52,9 | 4  | 12:5 | 6:11     |
| 3  | Detroit Shock      | 34 | 18 | 16 | 52,9 | 4  | 11:6 | 7:10     |
| 4  | Washington Mystics | 34 | 16 | 18 | 47,1 | 6  | 11:6 | 5:12     |
| 5  | Chicago Sky        | 34 | 16 | 18 | 47,1 | 6  | 12:5 | 4:13     |
| 6  | Connecticut Sun    | 34 | 16 | 18 | 47,1 | 6  | 12:5 | 4:13     |
| 7  | New York Liberty   | 34 | 13 | 21 | 38,2 | 9  | 8:9  | 5:12     |

| Pl | Team                     | Sp | S  | N  | %    | GB | Heim | Auswärts |
| -- | ------------------------ | -- | -- | -- | ---- | -- | ---- | -------- |
| 1  | Phoenix Mercury          | 34 | 23 | 11 | 67,6 | −  | 12:5 | 11:6     |
| 2  | Seattle Storm            | 34 | 20 | 14 | 58,8 | 3  | 13:4 | 7:10     |
| 3  | Los Angeles Sparks       | 34 | 18 | 16 | 52,9 | 5  | 11:6 | 7:10     |
| 4  | San Antonio Silver Stars | 34 | 15 | 19 | 44,1 | 8  | 10:7 | 5:12     |
| 5  | Minnesota Lynx           | 34 | 14 | 20 | 41,2 | 9  | 9:8  | 5:12     |
| 6  | Sacramento Monarchs      | 34 | 12 | 22 | 35,3 | 11 | 7:10 | 5:12     |

## Playoffs

### Modus
Nachdem sich aus jeder Conference die vier Mannschaften qualifiziert haben, starten die im K.-o.-System ausgetragenen Playoffs. Jede Conference spielt in der Folge in den Conference Semifinals (dt. Conference Halbfinale) und im Conference Final (dt. Conference-Finale) ihren Sieger aus, der dann in den Finals antritt. Dabei trifft die auf der Setzliste am höchsten befindliche Mannschaft immer auf die niedrigst gesetzte. Die Serien innerhalb der Conference werden im Best-of-Three-Modus ausgespielt, das heißt, dass ein Team zwei Siege zum Erreichen der nächsten Runde benötigt. Das Finale wird im Best-of-Five-Modus ausgetragen. Die Mannschaft mit der besseren Bilanz hat dabei in allen Duellen immer den Heimvorteil. Bei Spielen, die nach der regulären Spielzeit von 40 Minuten unentschieden bleiben, folgt die Overtime. Die Viertel dauern weiterhin zehn Minuten und es wird so lange gespielt bis eine Mannschaft nach Ende einer Overtime mehr Punkte als die gegnerische Mannschaft erzielt hat.

### Playoff-Baum
| Conference Semifinals | Conference Semifinals    | Conference Semifinals |    |                 | Conference Finals | Conference Finals | Conference Finals |  |  | WNBA-Finals | WNBA-Finals | WNBA-Finals |
|                       |                          |                       |    |                 |                   |                   |                   |  |  |             |             |             |
| 1                     | Indiana Fever            | 2                     |    |                 |                   |                   |                   |  |  |             |             |             |
| 4                     | Washington Mystics       | 0                     |    |                 |                   |                   |                   |  |  |             |             |             |
| 4                     | Washington Mystics       | 0                     | 1  | Indiana Fever   | 2                 |                   |                   |  |  |             |             |             |
| Eastern Conference    |                          |                       | 1  | Indiana Fever   | 2                 |                   |                   |  |  |             |             |             |
|                       | 3                        | Detroit Shock         | 1  |                 |                   |                   |                   |  |  |             |             |             |
| 2                     | 3                        | Detroit Shock         | 1  | Atlanta Dream   | 0                 |                   |                   |  |  |             |             |             |
| 2                     |                          |                       |    | Atlanta Dream   | 0                 |                   |                   |  |  |             |             |             |
| 3                     | Detroit Shock            | 2                     |    |                 |                   |                   |                   |  |  |             |             |             |
| 3                     | Detroit Shock            | 2                     | E1 | Indiana Fever   | 2                 |                   |                   |  |  |             |             |             |
|                       |                          |                       |    | Indiana Fever   | 2                 |                   |                   |  |  |             |             |             |
|                       | W1                       | Phoenix Mercury       | 3  |                 |                   |                   |                   |  |  |             |             |             |
| 1                     | W1                       | Phoenix Mercury       | 3  | Phoenix Mercury | 2                 |                   |                   |  |  |             |             |             |
| 1                     |                          |                       |    | Phoenix Mercury | 2                 |                   |                   |  |  |             |             |             |
| 4                     | San Antonio Silver Stars | 1                     |    |                 |                   |                   |                   |  |  |             |             |             |
| 4                     | San Antonio Silver Stars | 1                     | 1  | Phoenix Mercury | 2                 |                   |                   |  |  |             |             |             |
| Western Conference    |                          |                       | 1  | Phoenix Mercury | 2                 |                   |                   |  |  |             |             |             |
|                       | 3                        | Los Angeles Sparks    | 1  |                 |                   |                   |                   |  |  |             |             |             |
| 2                     | 3                        | Los Angeles Sparks    | 1  | Seattle Storm   | 1                 |                   |                   |  |  |             |             |             |
| 2                     |                          |                       |    | Seattle Storm   | 1                 |                   |                   |  |  |             |             |             |
| 3                     | Los Angeles Sparks       | 2                     |    |                 |                   |                   |                   |  |  |             |             |             |

### Conference Semifinals (Runde 1)

#### Eastern Conference
| Indiana Fever (1) – Washington Mystics (4) | Indiana Fever (1) – Washington Mystics (4) | Indiana Fever (1) – Washington Mystics (4) | Indiana Fever (1) – Washington Mystics (4) | Indiana Fever (1) – Washington Mystics (4) | Indiana Fever (1) – Washington Mystics (4) | Indiana Fever (1) – Washington Mystics (4) |
| Datum                                      | Auswärtsteam                               | Auswärtsteam                               | Heimteam                                   | Heimteam                                   | Bem.                                       |                                            |
| ------------------------------------------ | ------------------------------------------ | ------------------------------------------ | ------------------------------------------ | ------------------------------------------ | ------------------------------------------ | ------------------------------------------ |
| 17. September                              | Indiana                                    | 88                                         | 79                                         | Washington                                 |                                            |                                            |
| 19. September                              | Washington                                 | 74                                         | 81                                         | Indiana                                    | OT                                         |                                            |
| Indiana gewinnt die Serie mit 2:0.         |                                            |                                            |                                            |                                            |                                            |                                            |

Die Indiana Fever beendeten die Saison relativ deutlich vor den Mystics, die bis zur letzten Runde um den Einzug in die Playoffs zittern mussten. Aber Verletzungspech setzte beiden Mannschaften zu. Zwar haben die Fever den größten Teil ihrer letzten zehn Spiele verloren, doch auch die Mystics konnten nicht richtig überzeugen.
Das erste Spiel war über weite Strecken ausgeglichen, keine der beiden Mannschaften konnte sich richtig absetzen. Die Mystics konnten ihre Vier-Punkte-Führung aus dem ersten Viertel über die ersten drei Viertel erfolgreich verteidigen. Die Mystics agierte im Kollektiv sehr stark, während die Fever auf ihre bewerten Stars Tamika Catchings (12 Rebounds und 26 Punkte) und Katie Douglas vertrauten. Die Fever starteten äußerst aggressiv in das letzte Viertel und erzielten dabei die ersten neuen Punkte. Von diesem Schock erholten sich die Mystics nicht mehr wirklich und verloren schlussendlich das erste Spiel 79:88.
Die Fever angeführt von einer überragenden Tamika Catchings hatten im zweiten Spiel den klar besseren Start. Doch auch die Mystics fanden noch im Laufe des ersten Viertels ins Spiel. Im zweiten Viertel konnten sich die Mystics erstmals absetzen, als Alana Beard sieben Punkte kurz vor Ende des zweiten Viertel erzielte. Im dritten Viertel konnten die Mystics den Vorsprung teilweise auf neun Punkte ausbauen, doch die Fever kämpften sich immer wieder etwas näher heran. Nach 30 Minuten führten die Mystics noch mit 55:49. Im letzten Viertel blieben die Mystics fünf Minuten lang ohne Punkteerfolg, dadurch konnten die Fever das Spiel wieder spannend machen. Nichtsdestotrotz setzten sich die Mystics noch einmal ab und gingen durch einen erfolgreichen Freiwurf von Beard 39 Sekunden vor Ende des Spiels mit vier Punkten in Führung. Trotzdem stand es nach 40 Minuten aufgrund eines erfolgreichen Korblegers von Tammy Sutton-Brown und zwei verwandelten Freiwürfen durch Catchings 69:69. Auch in der Overtime stand es kurz vor Ende unentschieden, doch dann verließ die Mystics das Glück und trafen in den entscheidenden Phase keinen einzigen Wurf mehr. Somit konnte sich die Fever schließlich mit 81:74 erfolgreich durchsetzen. Herausragendste Spielerin war wieder Catchings die 24 Punkte, 16 Rebounds, 5 Assists, 4 Steals und 4 Blocks erzielte.
| Atlanta Dream (2) – Detroit Shock (3) | Atlanta Dream (2) – Detroit Shock (3) | Atlanta Dream (2) – Detroit Shock (3) | Atlanta Dream (2) – Detroit Shock (3) | Atlanta Dream (2) – Detroit Shock (3) | Atlanta Dream (2) – Detroit Shock (3) | Atlanta Dream (2) – Detroit Shock (3) |
| Datum                                 | Auswärtsteam                          | Auswärtsteam                          | Heimteam                              | Heimteam                              | Bem.                                  |                                       |
| ------------------------------------- | ------------------------------------- | ------------------------------------- | ------------------------------------- | ------------------------------------- | ------------------------------------- | ------------------------------------- |
| 16. September                         | Atlanta                               | 89                                    | 94                                    | Detroit                               |                                       |                                       |
| 18. September                         | Detroit                               | 94                                    | 79                                    | Atlanta                               |                                       |                                       |
| Detroit gewinnt die Serie mit 2:0.    |                                       |                                       |                                       |                                       |                                       |                                       |

Das Duell zwischen dem amtierenden Meister aus Detroit und dem Playoff-Neuling aus Atlanta sieht auf dem Papier ausgeglichen aus. Beide Mannschaften haben die Saison mit der gleichen Bilanz beendet und auch die Begegnungen im Laufe der Saison waren meistens ausgeglichen. Trotzdem sahen viele Detroit als Favorit, da sie die stärkste Mannschaft am Ende der Saison waren.
Das erste Spiel der Serie fand in Detroit statt. Im ersten Viertel erwischten die Dream einen Traumstart und führten nach den ersten zehn Minuten bereits 30:14. Doch die Shock angeführt von Deanna Nolan erfingen sich im Laufe des Spiels und übernahmen im dritten Viertel die Führung, als sie 17 unbeantwortete Punkte erzielten. Das Spiel blieb im gesamten letzten Viertel sehr eng. Eine Minute vor Schluss lagen die Dream nur einen Punkt zurück, aber Fehlwürfe von Rookie Angel McCoughtry und Iziane Castro Marques (beide erzielten jeweils über 20 Punkte) in der entscheidenden Schlussphase machten alles zunichte.
Im zweiten Spiel hatten die Dream erstmals Heimvorteil. Die erste Hälfte verlief äußerst eng zwischen den beiden Mannschaften. Die Dream gingen mit einer knappen 46:45-Führung in die Halbzeitpause. Im dritten Viertel konnten die Shock sich leicht absetzen und gingen mit einer Fünf-Punkte-Führung in das letzte Viertel. Im letzten Viertel bauten die Shock die Führung bald auf über zehn Punkte aus und sicherten sich damit frühzeitig den Sieg und Aufstieg in die nächste Runde. Beste Spielerin der Serie war Nolan die mit 25 und 22 Punkten großen Anteil am Erfolg der Shock hatte.

#### Western Conference
| Phoenix Mercury (1) – San Antonio Silver Stars (4) | Phoenix Mercury (1) – San Antonio Silver Stars (4) | Phoenix Mercury (1) – San Antonio Silver Stars (4) | Phoenix Mercury (1) – San Antonio Silver Stars (4) | Phoenix Mercury (1) – San Antonio Silver Stars (4) | Phoenix Mercury (1) – San Antonio Silver Stars (4) | Phoenix Mercury (1) – San Antonio Silver Stars (4) |
| Datum                                              | Auswärtsteam                                       | Auswärtsteam                                       | Heimteam                                           | Heimteam                                           | Bem.                                               |                                                    |
| -------------------------------------------------- | -------------------------------------------------- | -------------------------------------------------- | -------------------------------------------------- | -------------------------------------------------- | -------------------------------------------------- | -------------------------------------------------- |
| 17. September                                      | Phoenix                                            | 91                                                 | 92                                                 | San Antonio                                        |                                                    |                                                    |
| 19. September                                      | San Antonio                                        | 78                                                 | 106                                                | Phoenix                                            |                                                    |                                                    |
| 21. September                                      | San Antonio                                        | 92                                                 | 100                                                | Phoenix                                            |                                                    |                                                    |
| Phoenix gewinnt die Serie mit 2:1.                 |                                                    |                                                    |                                                    |                                                    |                                                    |                                                    |

Die Phoenix Mercury waren die gesamte Saison über die stärkste Mannschaft und beendeten verdient die reguläre Saison mit der besten Bilanz. Anders verlief die Saison für den Vorjahresfinalisten aus San Antonio die erst eine Runde vor Schluss den Sprung in die Playoffs schafften. Auch wenn die Mercury die klar bessere Bilanz vorweisen können, in der regulären Saison konnte sich jede der beiden Mannschaften zwei der vier direkten Begegnungen für sich entscheiden.
Das erste Spiel war bereits eine ganz enge Angelegenheit. Die beiden Topscorer der Liga Diana Taurasi (Phoenix) und Becky Hammon (San Antonio) fanden nie wirklich ihren Rhythmus, sodass andere Spielerinnen die Führung übernahmen. Keine der beiden Mannschaften konnte sich im gesamten Spiel absetzen. In der letzten Minute traf Edwige Lawson-Wade einen 3-Punkte-Wurf und brachte die Silver Stars mit vier Punkten in Führung. Die Mercury konnten darauf nicht mehr entsprechend reagieren und verloren das erste Spiel knapp mit 91:92.
Im zweiten Spiel dominierten die Phoenix das gesamte Spiel über und konnten alle vier Vierteln mehr Punkte erzielen als die Herausforderer aus San Antonio. Bereits zur Halbzeit führten die Mercury überlegen mit 64:42. Diana Taurasi, die im ersten Spiel nicht so wirklich ihren Rhythmus fand, hatte bereits nach knapp 15 Minuten Spielzeit 20 Punkte erzielt und unterstrich damit die starke Leistung ihrer Mannschaft. In weiterer Folge setzten sowohl die Mercury als auch die Silver Stars zum größten Teil Ersatzspielerinnen ein, damit war bereits nach den ersten 20 Minuten offensichtlich, dass es ein drittes Spiel geben wird. Am Ende gewannen die Mercury das zweite Spiel deutlich mit 106:78.
Nach der deutlichen Niederlage im zweiten Spiel schafften es die Silver Stars im dritten Spiel mit den Mercury lange Zeit mitzuhalten. Dies lag vor allem an der guten Leistung von Hammon, die 29 Punkte erzielte. Doch die herausragendste Spielerin in diesem Spiel war abermals Taurasi, die 30 Punkte und 6 Assists erzielte. Beide Mannschaften waren sich die meiste Zeit ebenbürtig, zur Halbzeit führten die Mercury knapp mit 43:42. Die Silver Stars konnten nach einem guten dritten Viertel mit einem leichten Vorsprung ins letzte Viertel gehen, wo sie aber von den Mercury nahezu überrollt wurden. Die Mercury erzielten im letzten Viertel 34 Punkte und gewannen das entscheidende Spiel dieser Serie mit 100:92.
| Seattle Storm (2) – Los Angeles Sparks (3) | Seattle Storm (2) – Los Angeles Sparks (3) | Seattle Storm (2) – Los Angeles Sparks (3) | Seattle Storm (2) – Los Angeles Sparks (3) | Seattle Storm (2) – Los Angeles Sparks (3) | Seattle Storm (2) – Los Angeles Sparks (3) | Seattle Storm (2) – Los Angeles Sparks (3) |
| Datum                                      | Auswärtsteam                               | Auswärtsteam                               | Heimteam                                   | Heimteam                                   | Bem.                                       |                                            |
| ------------------------------------------ | ------------------------------------------ | ------------------------------------------ | ------------------------------------------ | ------------------------------------------ | ------------------------------------------ | ------------------------------------------ |
| 16. September                              | Seattle                                    | 63                                         | 70                                         | Los Angeles                                |                                            |                                            |
| 18. September                              | Los Angeles                                | 74                                         | 75                                         | Seattle                                    |                                            |                                            |
| 20. September                              | Los Angeles                                | 75                                         | 64                                         | Seattle                                    |                                            |                                            |
| Los Angeles gewinnt die Serie mit 2:1.     |                                            |                                            |                                            |                                            |                                            |                                            |

Dieses Playoff-Duell gab es bereits in der vergangenen Saison, welches die Los Angeles Sparks für sich entscheiden konnten. Die reguläre Saison konnten die Storm wieder als klar zweit stärkste Kraft im Westen und mit deutlichen Abstand zu den Sparks beenden. Trotzdem gibt es in diesem Duell keinen Favoriten, da die Sparks aufgrund der Baby-Pause von Candace Parker und Verletzung von Lisa Leslie sehr schlecht in die Saison gestartet waren. Im Laufe der Saison erwiesen sich die Mannschaften als ebenbürtig.
Die Storm mussten das erste Spiel und in weiterer Folge die gesamte Serie ohne ihren Star Lauren Jackson bestreiten. Vor allem im ersten Viertel hatten die Storm Probleme ohne ihren Topscorer Punkte zu machen. Dadurch lagen die Storm nach den ersten zehn Minuten bereits 6:22 zurück. Im weiteren Verlauf kämpften sich die Storm zwar wieder näher heran, jedoch konnten sie die Sparks nicht mehr in Bedrängnis bringen, die schließlich das erste Spiel mit 70:63 für sich entschieden.
Das zweite Spiel der Serie war an Dramatik kaum zu überbieten. Die Storm lieferten sich bis zur letzten Sekunde einen harten Kampf mit den Sparks. Die Sparks dominierten über weite Strecken das Geschehen und führten zur Halbzeit führten relativ deutlich mit 43:34 und schienen bereits als der sichere Sieger. Doch die Storm schafften mit einem starken dritten Viertel ihrer beiden Guards Sue Bird und Tanisha Wright noch einmal den Anschluss und gingen sogar mit einem Punkt Vorsprung ins letzte Viertel. Im letzten Viertel wechselte die Führung mehrmals zwischen den beiden Mannschaften und 53,5 Sekunden vor Ende stand es nach einem erfolgreichen Korbleger von Swin Cash unentschieden. Lisa Leslie und Tina Thompson brachten die Sparks noch einmal 74:70 in Führung, doch Bird konnte mit einem 3-Punkte-Wurf die Storm auf einen Punkt heranbringen. Ein Fehlpass von Noelle Quinn wenige Sekunden vor Ende des Spiels nutze Storms Camille Little zur 75:74-Führung. Ein letzter verzweifelter Angriff von den Sparks konnten die Storm erfolgreich verhindern und erzwangen damit ein alles entscheidendes drittes Spiel.
Das alles entscheidende dritte Spiel fand in Seattle statt, wo die Fans in der ersten Hälfte nur eine stark aufspielende Mannschaft aus Los Angeles sahen. Die Sparks dominierten die ersten 20 Minuten nach Belieben und führten zur Halbzeit überlegen mit 41:25. Einzig im vierten Viertel, wo die Serie bereits entschieden war, fanden die Storm ins Spiel. Am Ende ging das Spiel mit 75:64 deutlich an die Los Angeles Sparks. Herausragendste Spielerinnen dieser Serie waren Candace Parker, die 16,7 Punkte und 9 Rebounds pro Spiel erzielte, sowie Swin Cash, die in der Serie auf einen Schnitt von 21 Punkte und 2,3 Steals pro Spiel kam.

### Conference Finals (Runde 2)

#### Eastern Conference
| Indiana Fever (1) – Detroit Shock (3) | Indiana Fever (1) – Detroit Shock (3) | Indiana Fever (1) – Detroit Shock (3) | Indiana Fever (1) – Detroit Shock (3) | Indiana Fever (1) – Detroit Shock (3) | Indiana Fever (1) – Detroit Shock (3) | Indiana Fever (1) – Detroit Shock (3) |
| Datum                                 | Auswärtsteam                          | Auswärtsteam                          | Heimteam                              | Heimteam                              | Bem.                                  |                                       |
| ------------------------------------- | ------------------------------------- | ------------------------------------- | ------------------------------------- | ------------------------------------- | ------------------------------------- | ------------------------------------- |
| 23. September                         | Indiana                               | 56                                    | 72                                    | Detroit                               |                                       |                                       |
| 25. September                         | Detroit                               | 75                                    | 79                                    | Indiana                               |                                       |                                       |
| 26. September                         | Detroit                               | 67                                    | 72                                    | Indiana                               |                                       |                                       |
| Indiana gewinnt die Serie mit 2:1.    |                                       |                                       |                                       |                                       |                                       |                                       |

Die Detroit Shock kämpften in den Eastern Conference Finals gegen die Indiana Fever um den vierten Finaleinzug in Folge. Die Fever schieden in den vergangenen drei Saisons in den Playoffs immer gegen die Shock aus und nach dem ersten Spiel sah es wieder danach aus, als würden die Fever die Hürde Shock nicht überwinden können. Nach einem schwachen ersten Viertel dominierten die Shock das erste Spiel klar. Vor allem die beiden Star-Spielerinnen der Fever Katie Douglas und Tamika Catchings fanden gegen die gute Verteidigung der Shock kein Mittel. Herausragende Spielerin auf der Seite der Shock war wieder Deanna Nolan, die 22 Punkte erzielte.
Im zweiten Spiel standen die Fever bereits mit dem Rücken zur Wand und mussten das Spiel unbedingt gewinnen, um nicht wieder den Finaleinzug zu verpassen. Das zweite Spiel war aufgrund einer guten Leistung von Catchings über die gesamte Spieldauer ausgeglichen. Im dritten Viertel verletzte sich Catchings nach einem harten Foul, was Erinnerung an die Eastern Conference Finals vor zwei Jahren hochleben ließ. Vor zwei Jahren trafen die Fever ebenfalls auf die Shock und im entscheidenden dritten Spiel konnte Catchings nach einem rüden Foul nicht mehr weiterspielen. Danach fanden die Fever nicht mehr ins Spiel und die Shock zogen überlegen in die Finals ein. Doch dieses Mal konnte Catchings weiterspielen, die 22 Punkte und 9 Rebounds erzielte. Nach diesem Foul wurden die Fever immer stärker und verteidigten die knappe Führung erfolgreich bis zum Schluss.
Auch im dritten Spiel konnte sich keine der beiden Mannschaften absetzen. Somit blieb es bis zum Schluss spannend, wer den Einzug in die Finals schafft. 19 Sekunden vor Ende des Spiels trennte die beiden Mannschaften nur ein Punkt. Doch nach zwei erfolgreiche Freiwürfe von Ebeny Hoffman benötigten die Shock einen 3-Punkte Wurf um das Spiel auszugleichen. Nolan nahm die Verantwortung auf sich und schaffte es nicht das Spiel auszugleichen. Nach einem taktischen Foul der Shock traf auch Katie Douglas beide Freiwürfe und entschied somit das Spiel und die Serie zugunsten der Fever, die erstmals den Einzug in die Finals schafften.

#### Western Conference
| Phoenix Mercury (1) – Los Angeles Sparks (3) | Phoenix Mercury (1) – Los Angeles Sparks (3) | Phoenix Mercury (1) – Los Angeles Sparks (3) | Phoenix Mercury (1) – Los Angeles Sparks (3) | Phoenix Mercury (1) – Los Angeles Sparks (3) | Phoenix Mercury (1) – Los Angeles Sparks (3) | Phoenix Mercury (1) – Los Angeles Sparks (3) |
| Datum                                        | Auswärtsteam                                 | Auswärtsteam                                 | Heimteam                                     | Heimteam                                     | Bem.                                         |                                              |
| -------------------------------------------- | -------------------------------------------- | -------------------------------------------- | -------------------------------------------- | -------------------------------------------- | -------------------------------------------- | -------------------------------------------- |
| 23. September                                | Phoenix                                      | 103                                          | 94                                           | Los Angeles                                  |                                              |                                              |
| 25. September                                | Los Angeles                                  | 87                                           | 76                                           | Phoenix                                      |                                              |                                              |
| 26. September                                | Los Angeles                                  | 74                                           | 85                                           | Phoenix                                      |                                              |                                              |
| Phoenix gewinnt die Serie mit 2:1.           |                                              |                                              |                                              |                                              |                                              |                                              |

Die Western Conference Finals boten ein interessantes Duell. Die Mercury waren in der Saison vor allem für ihre starke Offensive bekannt, während die Sparks mit ihrer guten Defensive überzeugten.
Im ersten Spiel sorgten die Mercury gleich für klare Verhältnisse und rollten über die Sparks hinweg. Die Sparks dominierten aufgrund des Größenvorteils die Rebounds, trotzdem ließen sie 103 Punkte zu. Candace Parker von den Sparks und Diana Taurasi erzielten jeweils 28 Punkte. Nach dem ersten Spiel hatten somit die Mercury alle Trümpfe in der Hand.
Im zweiten Spiel konnten die Sparks endlich die Offensive der Sparks in den Griff bekommen und dominierten die Mercury im ersten Viertel klar mit 31:17. Die Mercury konnten diesen Abstand nicht mehr wirklich verkleinern und verloren vor eigenem Publikum am Ende deutlich mit 76:87. Parker erzielte unglaubliche 18 Rebounds und 24 Punkte.
Im entscheidenden dritten Spiel sorgten die Mercury für klare Verhältnisse und ließen im ersten Viertel auf 19 erzielten Punkten nur 7 zu. Die Sparks fanden nie wirklich ins Spiel, da die Mercury Parker erstmals in dieser Serie gut im Griff hatten. Die Sparks schafften es nie die Mercury unter Druck zusetzen und lagen bereits zur Halbzeit deutlich mit 14 Punkten zurück. In den letzten beiden Viertel konnten die Sparks zwar leicht aufholen, trotzdem ging das Spiel am Ende deutlich mit 74:85 verloren.

### Finals (Runde 3)
| Phoenix Mercury (W1) – Indiana Fever (E1)                                      | Phoenix Mercury (W1) – Indiana Fever (E1) | Phoenix Mercury (W1) – Indiana Fever (E1) | Phoenix Mercury (W1) – Indiana Fever (E1) | Phoenix Mercury (W1) – Indiana Fever (E1) | Phoenix Mercury (W1) – Indiana Fever (E1) | Phoenix Mercury (W1) – Indiana Fever (E1) |
| Datum                                                                          | Auswärtsteam                              | Auswärtsteam                              | Heimteam                                  | Heimteam                                  | Bem.                                      |                                           |
| ------------------------------------------------------------------------------ | ----------------------------------------- | ----------------------------------------- | ----------------------------------------- | ----------------------------------------- | ----------------------------------------- | ----------------------------------------- |
| 29. September                                                                  | Indiana                                   | 116                                       | 120                                       | Phoenix                                   | OT                                        |                                           |
| 1. Oktober                                                                     | Indiana                                   | 93                                        | 84                                        | Phoenix                                   |                                           |                                           |
| 4. Oktober                                                                     | Phoenix                                   | 85                                        | 86                                        | Indiana                                   |                                           |                                           |
| 7. Oktober                                                                     | Indiana                                   | 77                                        | 90                                        | Phoenix                                   |                                           |                                           |
| 9. Oktober                                                                     | Indiana                                   | 86                                        | 94                                        | Phoenix                                   |                                           |                                           |
| Phoenix gewinnt die Serie mit 3:2. Diana Taurasi wurde zum Finals-MVP ernannt. |                                           |                                           |                                           |                                           |                                           |                                           |

In den Finals trafen mit den Phoenix Mercury und Indiana Fever die jeweils beste Mannschaft aus ihrer Conference aufeinander. Durch die bessere Abschlussbilanz in der regulären Saison sicherten sich die Mercury den Heimvorteil. Mit den Mercury und den Fever trafen auch zwei unterschiedliche Welten aufeinander. Die Mercury wurden von Diana Taurasi angeführt, die die reguläre Saison mit dem besten Punkteschnitt abgeschlossen hat, während die Fever von Tamika Catchings, der besten Verteidigern der aktuellen Saison, angeführt wurden.
Beide Mannschaften waren sich in den meisten Spielen ebenbürtig, sodass die Serie über die gesamte Distanz von fünf Spielen ging. Nachdem die Fever das zweite Auswärtsspiel und das erste Heimspiel gewinnen konnten, hatten sie am 7. Oktober die Chance vor eigenem Publikum die Serie und erstmals die Meisterschaft zu gewinnen. Die Mercury kämpften sich jedoch in die Serie zurück und erzwangen ein fünftes Spiel. Im alles entscheidenden Spiel konnte sich keine Mannschaft richtig absetzen. Eine Minute vor Ende trennten die beiden Mannschaften nur zwei Punkte. Die Mercury konnten den knappen Vorsprung sicher verteidigen und gewannen zum zweiten Mal nach 2007 die Meisterschaft. Zum Finals-MVP wurde Diana Taurasi ernannt, die in den Finals durchschnittlich 20,4 Punkte pro Spiel erzielte.

#### Spiel 1
| 29. September | Zusammenfassung | Indiana Fever 116, Phoenix Mercury 120                                                    | Indiana Fever 116, Phoenix Mercury 120 | Indiana Fever 116, Phoenix Mercury 120                                                                  | US Airways Center, Phoenix Zuschauer: 11.617 Schiedsrichter: * #8 Humphrey - #22 Courteau - #45 Mauer |
| 29. September | Zusammenfassung | Punkte pro Viertel: 31-31, 22-25, 33-24, 19-25. Overtime/s: 11-15                         |                                        | | US Airways Center, Phoenix Zuschauer: 11.617 Schiedsrichter: * #8 Humphrey - #22 Courteau - #45 Mauer |
| 29. September | Zusammenfassung | Punkte: Douglas 30, Hoffman 27 Rebounds: Hoffman 8 Assists: January 7 Blocks: Catchings 2 |                                        | Punkte: Pondexter, Taylor 23, Taurasi 22 Rebounds: Taurasi 9 Assists: Taurasi 6 Blocks: Smith, Bonner 2 | US Airways Center, Phoenix Zuschauer: 11.617 Schiedsrichter: * #8 Humphrey - #22 Courteau - #45 Mauer |
| 29. September | Zusammenfassung |                                                                                           |                                        | | US Airways Center, Phoenix Zuschauer: 11.617 Schiedsrichter: * #8 Humphrey - #22 Courteau - #45 Mauer |

#### Spiel 2
| 1. Oktober | Zusammenfassung | Indiana Fever 93, Phoenix Mercury 84                                                 | Indiana Fever 93, Phoenix Mercury 84 | Indiana Fever 93, Phoenix Mercury 84                                                | US Airways Center, Phoenix Zuschauer: 16.758 Schiedsrichter: * #39 Price - #4 Blauch - #42 Gulbeyan |
| 1. Oktober | Zusammenfassung | Punkte pro Viertel: 31-24, 17-21, 29-18, 16-21                                       |                                      |                                                                                     | US Airways Center, Phoenix Zuschauer: 16.758 Schiedsrichter: * #39 Price - #4 Blauch - #42 Gulbeyan |
| 1. Oktober | Zusammenfassung | Punkte: Catchings 19 Rebounds: Catchings 9 Assists: Catchings 11 Blocks: Davenport 3 |                                      | Punkte: Taurasi 20 Rebounds: Taurasi 7 Assists: Johnson 6 Blocks: Taurasi, Bonner 4 | US Airways Center, Phoenix Zuschauer: 16.758 Schiedsrichter: * #39 Price - #4 Blauch - #42 Gulbeyan |
| 1. Oktober | Zusammenfassung |                                                                                      |                                      |                                                                                     | US Airways Center, Phoenix Zuschauer: 16.758 Schiedsrichter: * #39 Price - #4 Blauch - #42 Gulbeyan |

#### Spiel 3
| 3. Oktober | Zusammenfassung | Phoenix Mercury 85, Indiana Fever 86                                              | Phoenix Mercury 85, Indiana Fever 86 | Phoenix Mercury 85, Indiana Fever 86                                                        | Conseco Fieldhouse, Indianapolis Zuschauer: 18.165 Schiedsrichter: * #22 Courteau - #7 Stevens - #55 Brewton |
| 3. Oktober | Zusammenfassung | Punkte pro Viertel: 31-24, 17-21, 29-18, 16-21                                    |                                      |                                                                                             | Conseco Fieldhouse, Indianapolis Zuschauer: 18.165 Schiedsrichter: * #22 Courteau - #7 Stevens - #55 Brewton |
| 3. Oktober | Zusammenfassung | Punkte: Pondexter 23 Rebounds: Smith 10 Assists: Pondexter 8 Turnovers: Johnson 3 |                                      | Punkte: Hoffman 18 Rebounds: Catchings 12 Assists: Catchings, Douglas 7 Steals: Catchings 4 | Conseco Fieldhouse, Indianapolis Zuschauer: 18.165 Schiedsrichter: * #22 Courteau - #7 Stevens - #55 Brewton |
| 3. Oktober | Zusammenfassung |                                                                                   |                                      |                                                                                             | Conseco Fieldhouse, Indianapolis Zuschauer: 18.165 Schiedsrichter: * #22 Courteau - #7 Stevens - #55 Brewton |

#### Spiel 4
| 5. Oktober | Zusammenfassung | Phoenix Mercury 90, Indiana Fever 77                                                  | Phoenix Mercury 90, Indiana Fever 77 | Phoenix Mercury 90, Indiana Fever 77                                                          | Conseco Fieldhouse, Indianapolis Zuschauer: 18.165 Schiedsrichter: * #9 Brooks-Clauser - #39 Price - #18 Walker |
| 5. Oktober | Zusammenfassung | Punkte pro Viertel: 33-22, 16-25, 23-18, 18-12                                        |                                      |                                                                                               | Conseco Fieldhouse, Indianapolis Zuschauer: 18.165 Schiedsrichter: * #9 Brooks-Clauser - #39 Price - #18 Walker |
| 5. Oktober | Zusammenfassung | Punkte: Pondexter 22 Rebounds: Willingham 8 Assists: Pondexter 7 Turnovers: Taurasi 3 |                                      | Punkte: Catchings 24 Rebounds: Catchings 12 Assists: Catchings, Douglas 4 Steals: Catchings 3 | Conseco Fieldhouse, Indianapolis Zuschauer: 18.165 Schiedsrichter: * #9 Brooks-Clauser - #39 Price - #18 Walker |
| 5. Oktober | Zusammenfassung |                                                                                       |                                      |                                                                                               | Conseco Fieldhouse, Indianapolis Zuschauer: 18.165 Schiedsrichter: * #9 Brooks-Clauser - #39 Price - #18 Walker |

#### Spiel 5
| 7. Oktober | Zusammenfassung | Indiana Fever 86, Phoenix Mercury 94                                                 | Indiana Fever 86, Phoenix Mercury 94 | Indiana Fever 86, Phoenix Mercury 94                                                           | US Airways Center, Phoenix Zuschauer: 17.313 Schiedsrichter: * #39 Price - #4 Blauch - #55 Brewton |
| 7. Oktober | Zusammenfassung | Punkte pro Viertel: 23-16, 19-35, 23-19, 21-24                                       |                                      |                                                                                                | US Airways Center, Phoenix Zuschauer: 17.313 Schiedsrichter: * #39 Price - #4 Blauch - #55 Brewton |
| 7. Oktober | Zusammenfassung | Punkte: Sutton-Brown 22 Rebounds: Catchings 9 Assists: Douglas 9 Steals: Catchings 5 |                                      | Punkte: Taurasi 26, Pondexter 24 Rebounds: Smith 8 Assists: Taylor 5 Blocks: Taurasi, Bonner 3 | US Airways Center, Phoenix Zuschauer: 17.313 Schiedsrichter: * #39 Price - #4 Blauch - #55 Brewton |
| 7. Oktober | Zusammenfassung |                                                                                      |                                      |                                                                                                | US Airways Center, Phoenix Zuschauer: 17.313 Schiedsrichter: * #39 Price - #4 Blauch - #55 Brewton |

### WNBA Meistermannschaft
(Teilnahme an mindestens einem Playoff-Spiel)
| WNBA-Meister Phoenix Mercury | Guards: Diana Taurasi (Finals MVP), Temeka Johnson, DeWanna Bonner, Ketia Swanier, Kelly Mazzante Forwards: Cappie Pondexter, Le'coe Willingham, Penny Taylor Forward-Centers: Nicole Ohlde, Brooke Smith Center: Tangela Smith Cheftrainer: Corey Gaines General Manager: Ann Meyers-Drysdale |

## WNBA Awards und vergebene Trophäen
| Auszeichnung                            | Spielerin         | Mannschaft          | Bemerkung              |
| --------------------------------------- | ----------------- | ------------------- | ---------------------- |
| WNBA Finals MVP Award                   | Diana Taurasi     | Phoenix Mercury     | –                      |
| WNBA Most Valuable Player Award         | Diana Taurasi     | Phoenix Mercury     | 323 von 966 Stimmen    |
| WNBA Defensive Player of the Year Award | Tamika Catchings  | Indiana Fever       | 34 von 40 Stimmen      |
| WNBA Most Improved Player Award         | Crystal Langhorne | Washington Mystics  | 19 von 40 Stimmen      |
| WNBA Peak Performer (Punkte)            | Diana Taurasi     | Phoenix Mercury     | 20,4 Punkte pro Spiel  |
| WNBA Peak Performer (Rebounds)          | Candace Parker    | Los Angeles Sparks  | 9,8 Rebounds pro Spiel |
| WNBA Peak Performer (Assists)           | Sue Bird          | Seattle Storm       | 5,8 Assists pro Spiel  |
| WNBA Rookie of the Year Award           | Angel McCoughtry  | Atlanta Dream       | 30 von 41 Stimmen      |
| WNBA Sixth Woman of the Year Award      | DeWanna Bonner    | Phoenix Mercury     | 20 von 38 Stimmen      |
| Kim Perrot Sportsmanship Award          | Kara Lawson       | Sacramento Monarchs | 8 von 38 Stimmen       |
| WNBA Coach of the Year Award            | Marynell Meadors  | Atlanta Dream       | 30 von 41 Stimmen      |

### All-WNBA Teams
| All-WNBA First Team |                                  |
| Guards:             | Becky Hammon – Cappie Pondexter  |
| Forwards:           | Diana Taurasi – Tamika Catchings |
| Center:             | Lauren Jackson                   |

| All-WNBA Second Team |                               |
| Guards:              | Katie Douglas – Deanna Nolan  |
| Forwards:            | Candace Parker – Sophia Young |
| Center:              | Lisa Leslie                   |

### All-Rookie Team
| All-Rookie Team                                                                               |
| Angel McCoughtry – DeWanna Bonner – Shavonte Zellous (MIN) Renee Montgomery – Marissa Coleman |

### All-Defensive Team
| All-Defensive First Team |                                   |
| Guards:                  | Tanisha Wright – Tully Bevilaqua  |
| Forwards:                | Tamika Catchings – Lauren Jackson |
| Center:                  | (MIN) Nicky Anosike               |

| All-Defensive Second Team |                                             |
| Guards:                   | Candace Parker – Alana Beard – Deanna Nolan |
| Forwards:                 | Sancho Lyttle – Angel McCoughtry            |
| Center:                   | Lisa Leslie                                 |